# HMS Hero (H99)
Pour les articles homonymes, voir HMS Hero, HMCS Chaudiere et H99.
Le HMS Hero (H99) était un destroyer de classe H construit pour la Royal Navy au milieu des années 1930.
Pendant la guerre civile espagnole de 1936-1939, le navire a fait respecter le blocus des armes imposé par la Grande-Bretagne et la France aux deux parties, en tant que membre de la Mediterranean Fleet (flotte méditerranéenne). Au cours des premiers mois de la Seconde Guerre mondiale, le Hero recherche les raiders commerciaux allemands dans l'océan Atlantique et participe à la deuxième bataille de Narvik pendant la campagne de Norvège d'avril à juin 1940 avant d'être transféré à la flotte méditerranéenne en mai où il escorte un certain nombre de convois vers Malte. Le navire prend part à la bataille du cap Spada en juillet 1940, à l'opération Abstention en février 1941 et aux évacuations de la Grèce et de la Crète en avril-mai 1941.
Le navire couvre un débarquement amphibie pendant la campagne Syrie-Liban de juin 1941 et commence à escorter des convois de ravitaillement en juin vers Tobrouk, en Libye, peu après. Il est endommagé par des bombardiers en piqué allemands alors qu'il sauve les survivants du dragueur de mines Latona en octobre 1941 et reprend l'escorte de convois vers Malte. Le Hero participe à la seconde bataille de Syrte en mars 1942 et à l'opération Vigorous en juin. Il a coulé deux sous-marins allemands (U-boote) alors qu'il était stationné en Méditerranée en 1942, et a été transféré au pays à la fin de l'année pour commencer à se convertir en destroyer d'escorte. Le navire est transféré à la Marine royale du Canada (MRC) en 1943 et est rebaptisé NCSM Chaudiere. Il a fait partie de la Mid-Ocean Escort Force au début de 1944 jusqu'à ce qu'il soit transféré dans les eaux côtières britanniques en mai afin de protéger les préparatifs de l'opération Overlord. Avec d'autres navires, il a coulé trois autres sous-marins allemands au cours de l'année. À la fin de la guerre, en mai 1945, le Chaudière était en cours de radoub et était en mauvais état. Le navire a été désarmé en août, puis vendu à la ferraille. Le processus de démantèlement n'a toutefois été achevé qu'en 1950.

## Description
Le Hero déplaçait 1 350 tonnes longues (1 370 tonnes (t)) à charge normale et 1 883 tonnes longues (1 913 t) à charge pleine. Il avait une longueur hors-tout de 98,5 m, une largeur de 10,1 m et un tirant d'eau de 3,8 m. Il était propulsé par deux turbines à vapeur à engrenages Parsons, entraînant deux arbres, qui développaient une puissance totale de 34 000 chevaux-vapeur (25 000 kW) et donnaient une vitesse maximale de 36 nœuds (67 km/h). La vapeur pour les turbines était fournie par trois chaudières à trois tambours Admiralty. Le Hero transportait un maximum de 470 tonnes longues (480 t) de fuel, ce qui lui donnait une autonomie de 5 530 milles nautiques (10 240 km) à 15 nœuds (28 km/h). Son effectif était de 137 officiers et hommes en temps de paix, mais il était porté à 146 en temps de guerre.
Le navire était équipé de quatre canons Mark IX de 4,7 pouces (120 mm) de calibre 45  montés sur des supports simples. Pour la défense anti-aérienne (AA), le Hero avait deux supports quadruples Mark I pour la mitrailleuse Vickers Mark III de 0,5 pouce. Il était équipé de deux supports quadruples de tubes lance-torpilles au-dessus de l'eau pour des torpilles de 21 pouces (533 mm). Un rail de grenades sous-marines et deux lanceurs étaient installés ; 20 grenades sous-marines étaient initialement transportées, mais ce nombre a été porté à 35 peu après le début de la guerre.

### Modifications en temps de guerre
La plupart des navires de la classe du Hero ont vu leurs tubes lance-torpilles arrière remplacés par un canon anti-aérien de 12 livres après l'évacuation de Dunkerque en 1940, mais il n'est pas certain qu'il ait subi cette rénovation car il a été déployé en Méditerranée jusqu'en 1943. Les autres modifications apportées avant sa conversion en destroyer d'escorte en 1943 comprenaient probablement le remplacement de ses deux mitrailleuses Vickers quadruples de calibre 50 montées entre ses cheminées par deux canons AA Oerlikon de 20 mm, l'ajout de deux canons Oerlikon à sa plate-forme de projecteurs et d'une autre paire sur les ailes de la passerelle du navire. La tour de contrôle du navire et le télémètre au-dessus du pont ont très probablement été retirés en échange d'un radar d'indication de cible de type 271 pendant la conversion, tout comme le remplacement du canon B par un mortier anti-sous-marin Hedgehog, et l'ajout d'un radar de surface à courte portée de type 286. Deux canons Hotchkiss QF de 6 livres ont été installés sur les ailes de la passerelle pour lutter contre les U-boote à courte portée. Le navire a également reçu un radiogoniomètre HF/DF monté sur un mât principal. Le canon "Y" a également été retiré pour permettre d'augmenter l'espace de rangement des grenades sous-marines. Vers la fin de la guerre, son Type 286 a été remplacé par un radar Type 291.

## Historique
Le Hero a été affecté à la 2e flottille de destroyers de la Mediterranean Fleet (flotte méditerranéenne) dès sa mise en service. Il patrouille dans les eaux espagnoles pendant la guerre civile espagnole pour faire respecter les politiques du Comité de non-intervention. Le Hero a été remis en état en juin-juillet 1939 au Royaume-Uni et a rejoint la flotte méditerranéenne dès son achèvement. Le navire reste en Méditerranée jusqu'au 5 octobre, date à laquelle il est transféré à Freetown, en Sierra Leone, pour rechercher les raiders commerciaux allemands. Le Hero est retourné au Royaume-Uni en janvier 1940 et a été remis en état à Portsmouth du 15 février au 16 mars. Entre-temps, la 2e flottille de destroyers avait été affectée à la Home Fleet et le navire les a rejoints lorsque son carénage a été terminé.

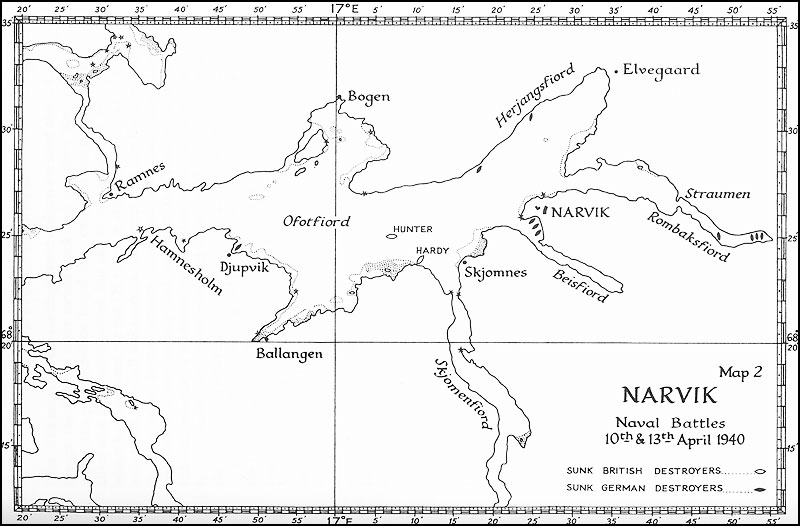
Une carte de l'Ofotfjord

Le 5 avril, le Hero escorte le croiseur de bataille Renown alors qu'il couvre les poseurs de mines qui se préparent à mettre en œuvre l'opération Wilfred, une opération visant à poser des mines dans le Vestfjord pour empêcher le transport du minerai de fer suédois de Narvik vers l'Allemagne. Le navire et son navire-jumeau (sister ship) Hyperion ont fait semblant de poser un champ de mines au large de Bud, en Norvège, le 8 avril, et ont signalé son emplacement aux Norvégiens. Le Hero et le destroyer Foxhound ont déployé leur équipement de dragage de mines TSDS devant le cuirassé Warspite et son escorte alors qu'ils remontaient le Vestfjord pour engager les destroyers allemands restants à Narvik le 13 avril. Le navire et quatre autres destroyers britanniques ont poursuivi les navires allemands restants dans le Rombaksfjorden (la branche la plus orientale de l'Ofotfjord), à l'est de Narvik, où le manque de munitions avait forcé les navires allemands à battre en retraite. La plupart des destroyers allemands se sont sabordés et échoués à la tête du fjord, mais les charges de sabordage du Z 18 Hans Lüdemann n'ont pas explosé correctement et un petit groupe du Hero est monté à bord. Ils n'ont rien trouvé d'important car il avait été abandonné par son équipage et le destroyer lui a mis une torpille pour empêcher toute récupération[.
Le Hero a été transféré à la flotte méditerranéenne le 17 mai en tant que membre de la 2e flottille de destroyers reconstituée. Au cours de la bataille du cap Spada, le 19 juillet, le navire escorte le croiseur léger australien Sydney et sauve quelques-uns des 525 survivants du croiseur italien Bartolomeo Colleoni avec les autres destroyers d'escorte. Le Hero, ainsi que son navire-jumeau, le Hostile, et les destroyers Nubian et Mohawk, reçoivent l'ordre de se rendre à Gibraltar le 22 août où ils doivent rejoindre la Force H. Le Hostile heurte une mine en route au petit matin du 23 août au large du Cap Bon qui lui brise la coque. L'explosion a tué cinq hommes et en a blessé trois autres. Le Mohawk a recueilli les survivants tandis que le Hero a tiré deux torpilles pour le saborder. Le navire a participé à l'opération Hats en septembre, avant de se refaire une beauté à Malte en novembre. Il sort dans l'Atlantique Nord lorsque le convoi WS-5A signale qu'il a été attaqué par le croiseur allemand Admiral Hipper le 25 décembre pour rassembler les navires éparpillés.
Le 1er janvier 1941, le Hero était l'un des navires qui ont intercepté un convoi français de Vichy au large de Mellila et a saisi les quatre navires marchands du convoi. Le navire a participé à l'opération Excess au début de janvier 1941 et a été transféré de nouveau à la flotte méditerranienne. Le 27 février, il a évacué quelques commandos survivants de l'île de Kastelorizo qui avaient attaqué l'île dans l'opération Abstention. À la mi-avril, il escorte le transport rapide Breconshire et trois cuirassés d'Alexandrie à Malte avant d'escorter les cuirassés lors du bombardement de Tripoli le 20 avril. Après s'être ravitaillé en carburant à Alexandrie le 23 avril, le Hero fait route vers la Grèce pour commencer à évacuer les troupes britanniques et australiennes des plages. Pendant l'évacuation de la Crète, le Hero et le destroyer Decoy ont évacué le Roi de Grèce Georges II et son entourage dans la nuit du 22 au 23 mai.
Le Hero a escorté le Landing Ship Infantry (LSI(L)) Glengyle alors qu'il effectuait un débarquement amphibie au début de juin 1941 sur la côte libanaise pendant les premières étapes de l'opération Exporter. Il a passé la majeure partie du reste de l'année à escorter des convois vers Tobrouk. Avec son navire-jumeau Hotspur et le destroyer Encounter, le navire a escorté le Latona le 25 octobre alors qu'il faisait route vers Tobrouk. Ils ont été attaqués par des bombardiers en piqué Junkers Ju 87 "Stuka" du I./StG 1 (Sturzkampfgeschwader 1) qui ont touché le Latona et l'ont incendié. Le Hero et le Encounter se sont approchés et ont sauvé l'équipage et les passagers avant que le chargeur du Latona n'explose, mais le Hero a été endommagé par trois tirs manqués alors qu'il était à quai. Le navire retourne à Alexandrie pour des réparations et escorte un convoi vers Malte en janvier 1942. Il participe à la seconde bataille de Syrte le 22 mars alors qu'il escorte un convoi vers Malte. Avec les destroyers de classe Hunt: le Eridge et le Hurworth, le 29 mai, il coule le sous-marin allemand U-568 au nord-est de Tobrouk, aux coordonnées géographiques de 32° 42′ N, 24° 53′ E, et sauve 42 survivants.
Pendant l'opération Vigorous en juin, le Hero fait partie de l'escorte de la force de couverture de la flotte méditerranéenne pour le convoi à destination de Malte. À l'époque, le navire n'était toujours pas équipé de radar. Après que la Panzerarmee Afrika ait occupé Mersa Matruh à la fin du mois de juin, l'Amirauté a ordonné le transfert des pétroliers sous-marins Medway et le Grec Corinthia à Haïfa, mais le Medway a été torpillé et coulé en route malgré la forte escorte. Le Hero et le destroyer Zulu ont sauvé 1 105 survivants à eux deux. Le 17 août, le navire a secouru quelque 1 100 survivants du navire de transport de troupes Princess Marguerite torpillé. En collaboration avec quatre autres destroyers et un bombardier léger Wellesley de la Royal Air Force, le Hero coule le U-559 à 60 milles nautiques (110 km) au nord-est de Port Saïd le 30 octobre. Le navire a reçu l'ordre de retourner au Royaume-Uni, via le cap de Bonne-Espérance, pour être transformé en destroyer d'escorte à la fin de l'année.

### Transfert à la Marine royale canadienne
Sa conversion à Portsmouth a duré d'avril à novembre 1943 et le Hero a été transféré à la Marine royale canadienne en cadeau le 15 novembre 1943 et rebaptisé NCSM Chaudiere (ou HMCS Chaudiere). Après une remise en état, le navire est affecté au groupe d'escorte C2 en février 1944, basé à Derry. Le 6 mars 1944, alors qu'il défendait le convoi HX 228 à l'ouest de l'Irlande, les escortes ont forcé le sous-marin allemand U-744 à remonter à la surface où il s'est rendu après une chasse de 32 heures. Le sous-marin ne peut être remorqué au port et est torpillé par le destroyer britannique Icarus. Le navire est réaffecté au 11e groupe d'escorte en mai 1944 en vue de l'opération Overlord. Le groupe est chargé de protéger les navires alliés dans la Manche et le golfe de Gascogne et, avec les destroyers Ottawa et Kootenay, le navire coule le U-621 dans le golfe de Gascogne près de La Rochelle le 18 août. Deux jours plus tard, les mêmes navires coulent le U-984 dans le golfe de Gascogne, à l'ouest de Brest. En novembre, le Chaudière est envoyée à Sydney, en Nouvelle-Écosse, pour un carénage.
Le carénage n'a pas commencé avant la fin janvier 1945 et était toujours en cours lorsque la guerre a pris fin en mai. Lors de l'inspection, le Chaudiere a été trouvé dans le pire état de tous les destroyers canadiens et a été déclaré excédentaire le 13 juin. Il a été désarmé le 17 août 1945 et vendu à la ferraille à la Dominion Steel Company. Sa démolition, cependant, n'a pas été achevée avant 1950.

## Poésie
L'achèvement du navire dans le Tyneside en 1936 a inspiré au poète Michael Roberts (en) un poème intitulé « H.M.S. Hero ». Le poème de douze vers en trois strophes commence ainsi : 
"Gris pâle, ses canons encapuchonnés, les ponts libres de tout obstacle, / Facilement, entre les remorqueurs rapides, il glisse dans le pâle soleil d'octobre...".

### Source
- (en) Cet article est partiellement ou en totalité issu de l’article de Wikipédia en anglais intitulé « HMS Hero (H99) » (voir la liste des auteurs).